# Chaddock-Reflex

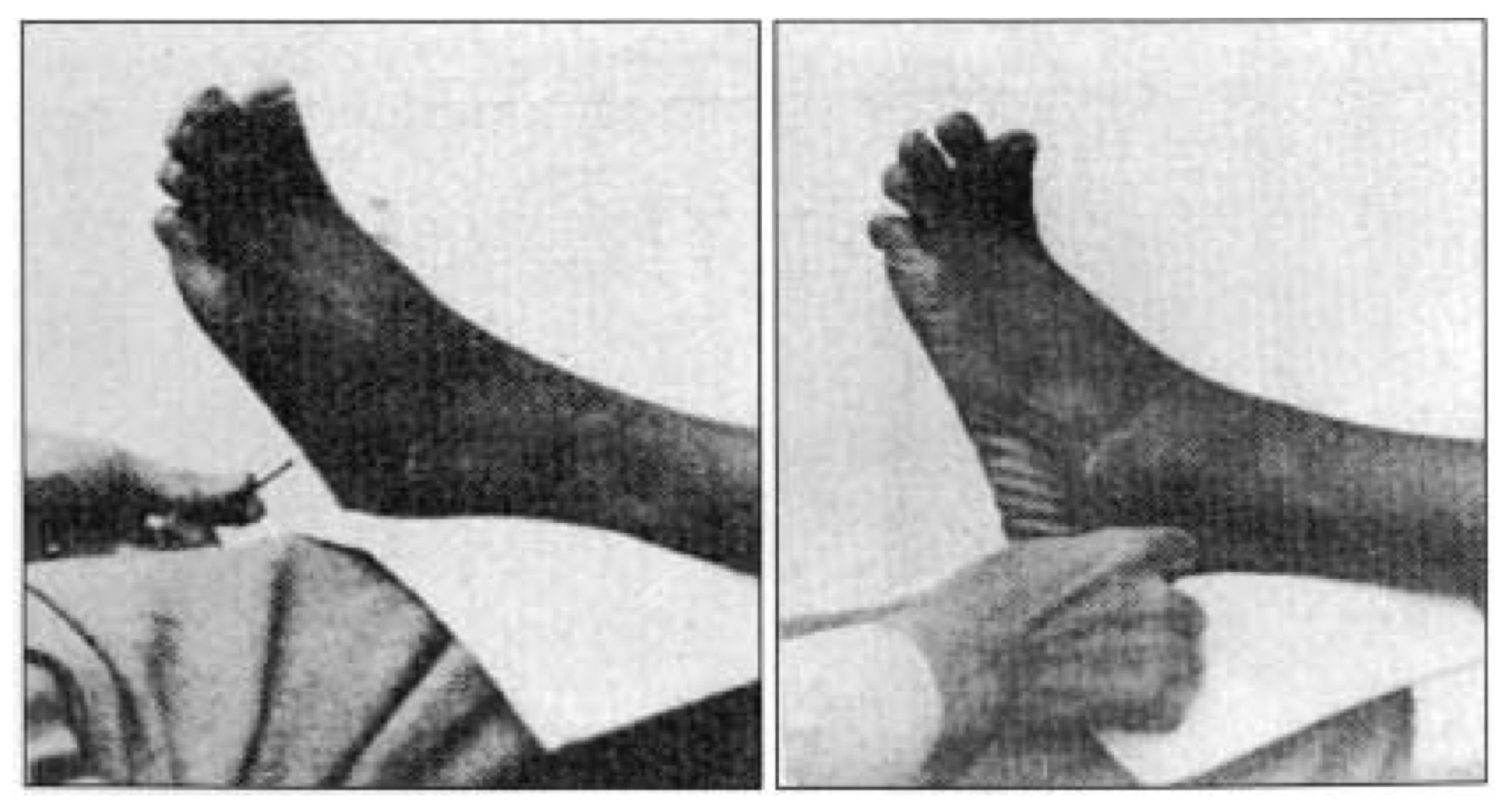
Auslösung des Chaddock-Reflexes, Darstellung aus einer Beschreibung Chales G. Chaddocks, 1912.

Der Chaddock-Reflex ist ein Fremdreflex aus der Gruppe der Pyramidenbahnzeichen, die bei Erwachsenen auf eine Schädigung zentraler Motoneurone hindeuten. Ein positiver Reflex liegt vor, wenn beim Bestreichen des äußeren (lateralen) Fußrückens eine tonische Dorsalextension der Großzehe sowie häufig eine Spreizung der der übrigen Zehen erfolgt.  Um Fluchtbewegungen bei empfindlichen Personen zu vermeiden, kann der Chaddock-Reflex anstelle des Babinski-Reflexes angewendet werden.
Es liegen nur vereinzelt Daten über Sensitivität und Spezifität des Chaddock-Reflexes vor.
Der Reflex wurde 1911 von Charles G. Chaddock als „external malleolar sign“ beschrieben und später nach ihm benannt. Chaddock verwies auf die verminderte Fehlinterpretation seines Testes, da dieser im Gegensatz zum Babinski-Reflex weniger durch Wegziehbewegungen verfälscht werde. Eine frühere Beschreibung des Reflexes erfolgte 1906 durch den Japaner K. Yoshimura.